# Ammothella omanensis
Ammothella omanensis är en havsspindelart som beskrevs av Stock, J.H. 1992. Ammothella omanensis ingår i släktet Ammothella och familjen Ammotheidae. Inga underarter finns listade i Catalogue of Life.